# Karel Schwarzenberg

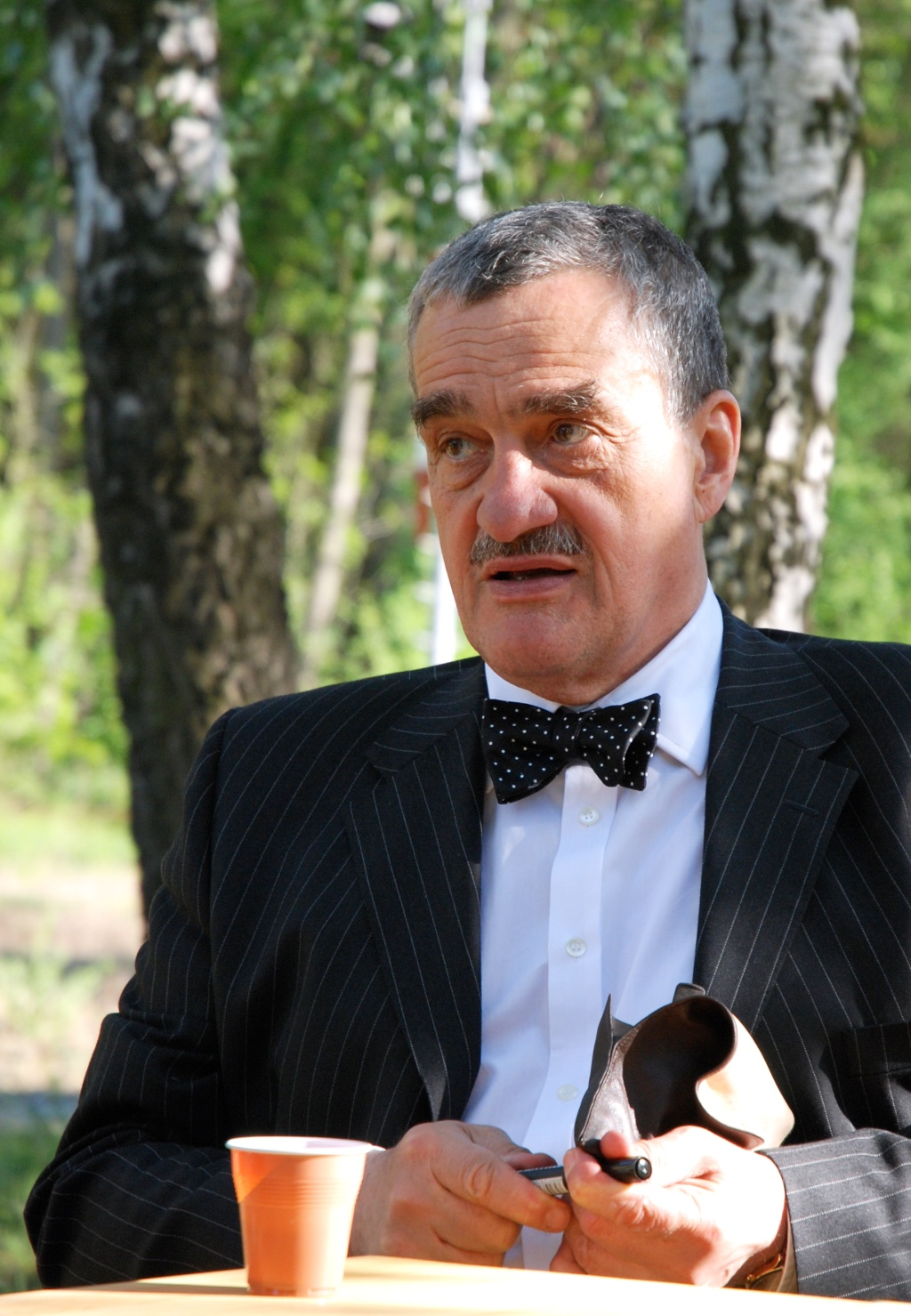
Karel Schwarzenberg (2007)

Karel Schwarzenberg (deutsch Karl Schwarzenberg oder Karl von Schwarzenberg; * 10. Dezember 1937 in Prag, Tschechoslowakei; † 12. November 2023 in Wien, Österreich) war ein tschechisch-schweizerischer Politiker. Er war von 2007 bis 2009 und von 2010 bis 2013 Außenminister der Tschechischen Republik. Von 2009 bis 2015 war er Vorsitzender der 2009 neu gegründeten Partei TOP 09. Bei der Präsidentschaftswahl in Tschechien 2013 unterlag er Miloš Zeman. Ab 1979 war er das Familienoberhaupt des Hauses Schwarzenberg.

## Leben

### Herkunft

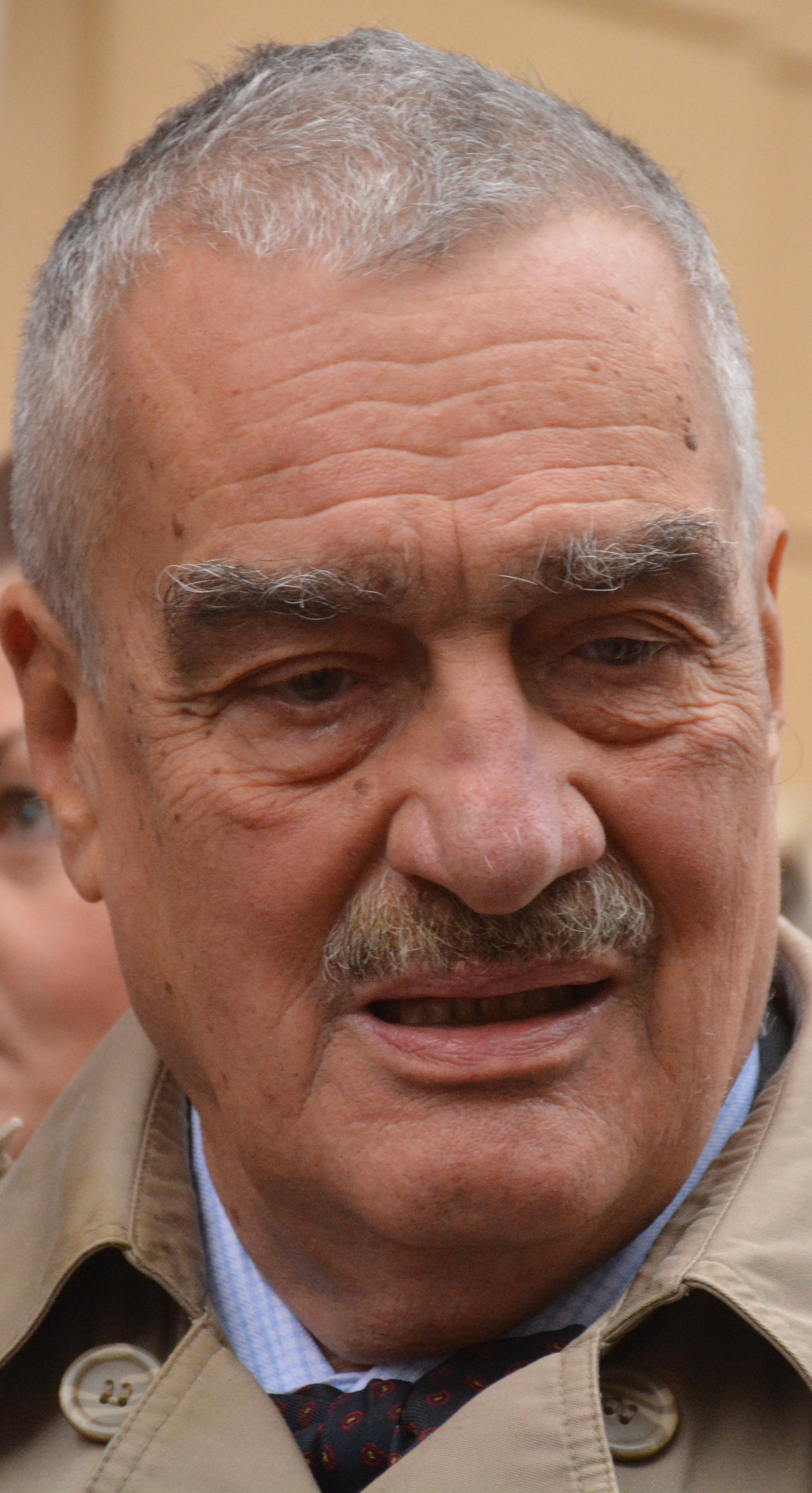
Karel Schwarzenberg (2017)

Schwarzenberg kam 1937 in Prag als zweites von vier Kindern in der römisch-katholischen Familie des Karl Schwarzenberg (1911–1986; bis 1918: VI. Fürst von Schwarzenberg als Oberhaupt der „Sekundogenitur“-Linie Worlik) und der Antonie Leontine Schwarzenberg, geborene Prinzessin zu Fürstenberg (1905–1988), zur Welt. Seine Mutter entstammte einem deutschen Fürstenhaus, war in Österreich aufgewachsen, sprach Deutsch und Englisch und war auch des Tschechischen mächtig; sein Vater entstammte einer der führenden Familien der ehemaligen Donaumonarchie, lebte auf der Burg Orlík in Südböhmen und war nationaltschechisch orientiert wie das gesamte Haus Schwarzenberg seit dem Zerfall Österreich-Ungarns am Ende des Ersten Weltkriegs und der Tschechoslowakischen Unabhängigkeitserklärung von 1918. Der Vater sprach mit den Kindern nur tschechisch, die Mutter deutsch. Schwarzenberg besuchte als Kind tschechischsprachige Schulen, am Esstisch wurde zwischen Deutsch und Tschechisch wochenweise gewechselt. Schwarzenberg sprach Tschechisch in einer altertümlich anmutenden Form.
Im März 1939 wurde die Tschechoslowakei zerschlagen, nachdem sie von Hitlers Truppen besetzt worden war. Das Oberhaupt des Hauses Schwarzenberg, Adolph Schwarzenberg, ein entfernter Verwandter, hatte sich bereits nach dem Anschluss Österreichs an das nationalsozialistische Deutsche Reich im März 1938 öffentlich gegen das Nazi-Regime gestellt, war 1939 nach Italien emigriert und 1941 in die USA. Sein direkter Cousin, Adoptivsohn und vorgesehener Erbe Heinrich Schwarzenberg (1903–1965) wurde auf Befehl Heinrich Himmlers in das KZ Buchenwald verschleppt. Kein Angehöriger des Hauses Schwarzenberg akzeptierte die ihnen angebotene deutsche Staatsbürgerschaft. Adolphs gesamter im damaligen Reichsgebiet (also in Deutschland, Österreich und dem Protektorat Böhmen-Mähren) gelegener Besitz wurde 1940 auf persönlichen Befehl Himmlers durch die Gestapo enteignet. Dies betraf allerdings nicht den Besitz anderer Schwarzenbergs, wie Karels Vater, doch stand die Familie insgesamt unter Verdacht und Beobachtung. Nach Kriegsende erließ das tschechoslowakische Parlament im Sommer 1947 die Lex Schwarzenberg, ein eigenes Gesetz, durch das ausschließlich der Besitz Adolph Schwarzenbergs, etwa ein Viertel Südböhmens (Jihočeský kraj), ohne Entschädigung in Staatseigentum überführt wurde. Die übrigen tschechoslowakischen Großgrundbesitzer, darunter Karels Vater in Orlík, wurden nach dem kommunistischen Umsturz vom 25. Februar 1948 enteignet. Im Dezember 1948 verließen die Eltern Schwarzenbergs mit ihren vier Kindern die Tschechoslowakei. Die Emigration der Familie wurde durch ihre zweite, die Schweizer Staatsangehörigkeit erleichtert.

### Jugend in Österreich
Die Familie lebte zunächst in Strobl im Salzburger Land, das außerhalb des sowjetisch besetzten Teils von Nachkriegsösterreich lag. Hier besaß die Familie seiner Mutter ein Jagdhaus, der Vater arbeitete als Bibliothekar für das Amerika-Haus in Salzburg. Schwarzenberg besuchte ab 1951 zunächst das Gymnasium in Gmunden. Im April 1954 zog die Familie in ein Zinshaus im dritten Wiener Gemeindebezirk, der im britischen Sektor gelegen war. Dort besuchte er das Gymnasium Kundmanngasse und schloss dort 1957 mit der Matura ab. Er war ab 1953 Mitglied der Schülerverbindung K.Ö.M.L. Tegetthoff zu Wien im MKV. Der Vater arbeitete als Archivar für das Schwarzenberg’sche Archiv auf Schloss Murau, das seinem Cousin Heinrich Schwarzenberg gehörte. Nach der Matura begann Karl nacheinander Studien der Rechts- und Forstwissenschaften in Wien, Graz und München, schloss diese aber nicht ab.
Im Jahr 1960 wurde Karl von seinem entfernten Onkel Heinrich Schwarzenberg (1903–1965) adoptiert, der seinerseits 1940 von seinem Cousin Adolph Schwarzenberg, dem Oberhaupt der Primogeniturlinie, adoptiert worden war und diesen 1950 beerbt hatte. Damit wurde er zum designierten Erben des außerhalb Böhmens gelegenen Familienbesitzes. Nach dem Tod des Onkels 1965 trat er dessen Erbe in Österreich und Deutschland an und wurde 1979, als Heinrichs älterer Bruder Joseph (1900–1979) kinderlos starb, auch Familienoberhaupt. Er vereinigte damit in seiner Person die beiden Linien (Primogenitur und Sekundogenitur) der Familie.

### Erste politische und wirtschaftliche Aktivitäten in Wien
In den 1960er Jahren war Schwarzenberg in Österreich politisch tätig. So war er Paul Lendvai zufolge gemeinsam mit Hermann Withalm und Josef Klaus hinter den Kulissen an der Reform der ÖVP in den Jahren vor der Nationalratswahl 1966 beteiligt, bei der die ÖVP die absolute Mehrheit erzielte. Lendvai berichtete auch von letztlich nicht erfolgreichen Bestrebungen in der ÖVP, Schwarzenberg Mitte der 1960er Jahre das österreichische Außenministerium oder ein Staatssekretariat zu übertragen.
Schwarzenberg selbst erinnerte sich 2010 an diese Zeit mit den Worten: „Ich habe damals zu einer Gruppe junger Leute gehört, die bewusst das Gespräch mit der anderen Seite gesucht hat […], ob’s der Heinzi Fischer war, ob’s der Rupert Gmoser war […], es war selbstverständlich, dass wir nicht an irgendwelchen Dogmen geklebt sind.“
In den Jahren 1969/70 war Schwarzenberg als Kreditgeber an Oscar Bronners Gründung des österreichischen Wirtschaftsmagazins trend beteiligt. Es erschien im Jänner 1970 zum ersten Mal. Wenige Monate später ließ Bronner das Nachrichtenmagazin profil folgen.

### Präsident der Helsinki-Föderation
Schwarzenberg unterstützte frühzeitig den Widerstand gegen die kommunistische Regierung in der Tschechoslowakei. Rückblickend sagt er: „Nachdem ich als Kind erlebt habe, wie sich die Politik mit uns beschäftigt hat, habe ich mich mit der Politik beschäftigt.“ Nach der Niederschlagung des Prager Frühlings von 1968 setzte er sich für die Oppositionellen ein und engagierte sich auf internationaler Ebene für die Menschenrechte. Unter anderem war er von 1984 bis 1991 auf Vorschlag Bruno Kreiskys Präsident der Internationalen Helsinki-Föderation für Menschenrechte. 1989 erhielt er gemeinsam mit Lech Wałęsa den Menschenrechtspreis des Europarates.

### Dokumentationszentrum zur Förderung der unabhängigen tschechoslowakischen Literatur
Von 1986 bis 2000 beherbergte er auf Schloss Schwarzenberg in Scheinfeld das in Hannover gegründete Dokumentationszentrum zur Förderung der unabhängigen tschechoslowakischen Literatur, wo die von dem Emigranten Vilém Prečan angelegte Sammlung von Samisdat-Literatur, die aus dem Ostblock herausgeschmuggelt worden war, ihr Archiv fand. 2003 wurde es dem Prager Nationalmuseum übergeben.

### Politiker in der Tschechoslowakei beziehungsweise in Tschechien

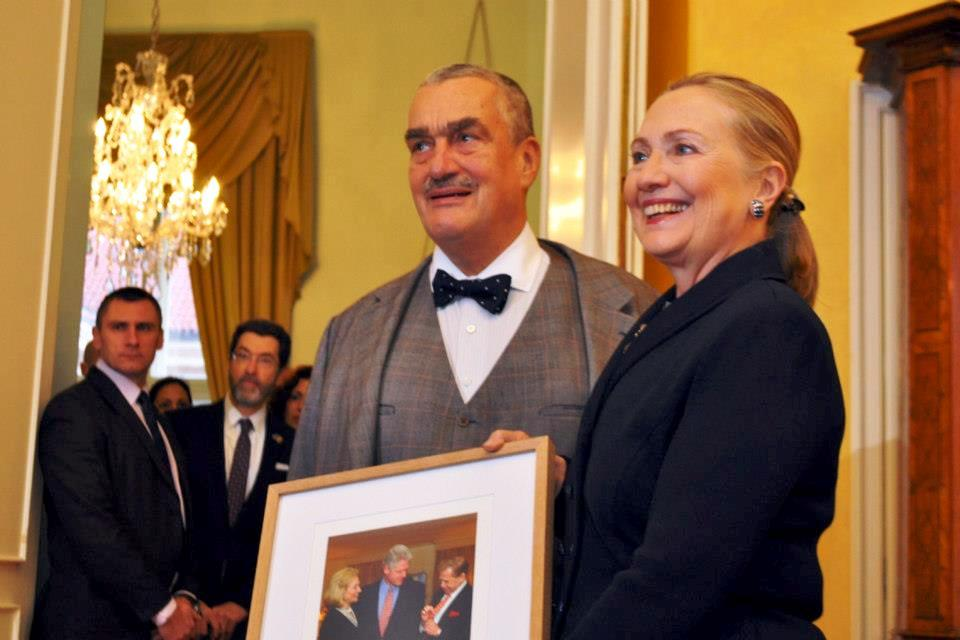
Karel Schwarzenberg in seiner Funktion als tschechischer Außenminister überreicht der US-Außenministerin Hillary Clinton in Prag eine eingerahmte Fotografie eines Treffens von US-Präsident Bill Clinton, seiner Frau Hillary und dem tschechischen Präsidenten Václav Havel (Dezember 2012)

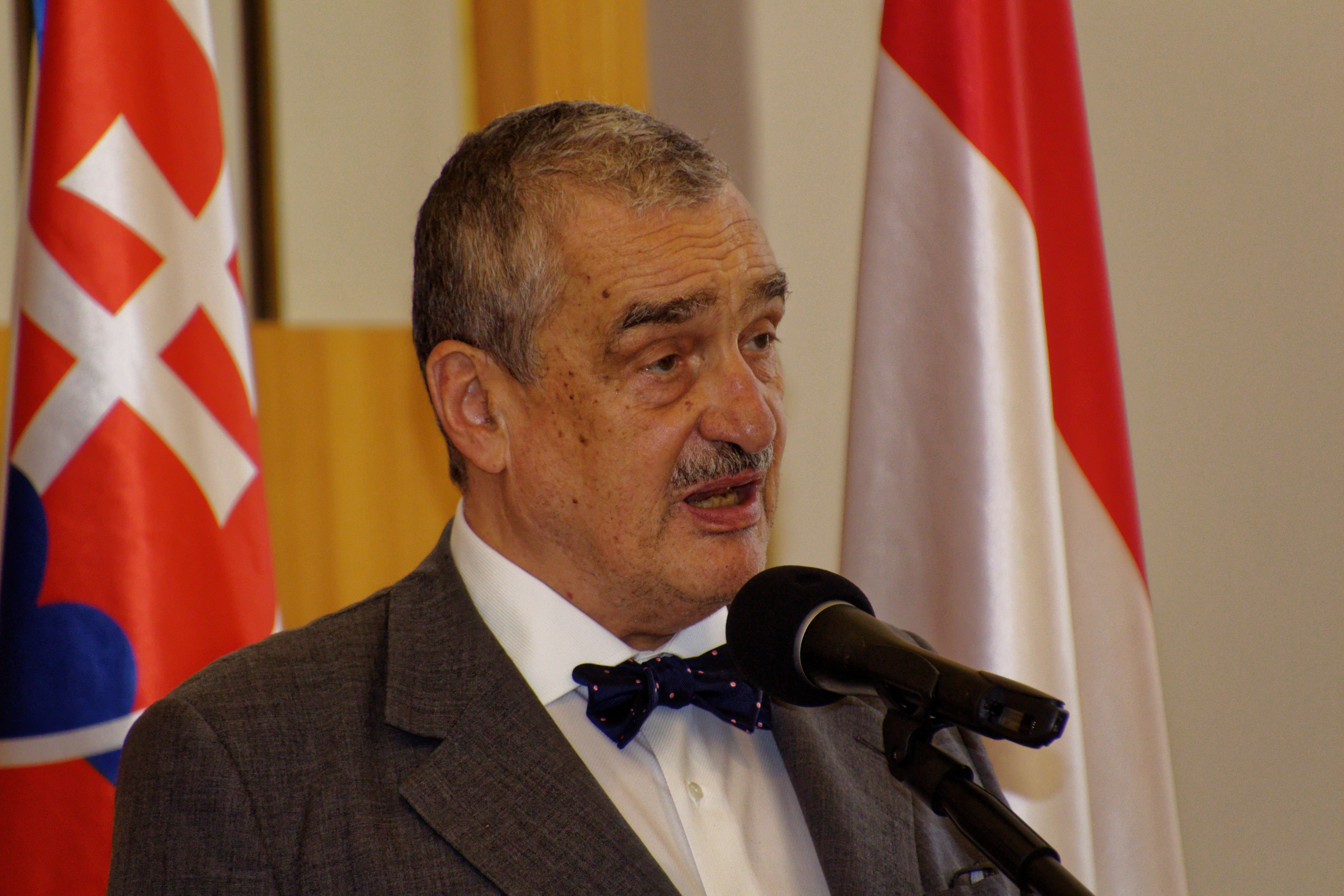
Karel Schwarzenberg als Laudator für Hanna Suchocka, Preisträgerin des Internationalen Adalbert-Preises 2015 (Mai 2015)

Nach der Samtenen Revolution in der Tschechoslowakei und der Wahl Václav Havels zum Staatspräsidenten fungierte Schwarzenberg vom 10. Juli 1990 bis 1992 als dessen Büroleiter mit dem Titel Kanzler. Sein Amtssitz befand sich auf der Prager Burg.
1996 erwarb er die seit 1990 in Prag erscheinende liberale Wochenzeitschrift Respekt. Im November 2004 wurde er im Stadtbezirk Prag 6 für sechs Jahre in den tschechischen Senat gewählt, nominiert von der Partei Freiheitsunion – Demokratische Union (US-DEU). Bis zu ihrer Auflösung im Jahre 2007 war er Mitglied der Partei Demokratische Bürgerallianz (ODA).
Am 9. Jänner 2007 wurde Schwarzenberg von Staatspräsident Václav Klaus zum Außenminister vereidigt und war damit Mitglied des Kabinetts Mirek Topolánek II. Er war von den tschechischen Grünen nominiert worden. Dann gehörte der Adelige zu den populärsten tschechischen Politikern. Während seiner ersten Amtszeit war Schwarzenberg aufgrund der tschechischen EU-Ratspräsidentschaft in der ersten Jahreshälfte 2009 außerdem Vorsitzender des Rats für Allgemeine Angelegenheiten (Außenminister).
Mit der Amtseinführung der Übergangsregierung unter Jan Fischer am 8. Mai 2009 wurde er als Außenminister von Jan Kohout abgelöst. Schwarzenberg schloss sich daraufhin der vom Finanzminister der Regierung Topolánek, Miroslav Kalousek, initiierten neuen Partei TOP 09 an und wurde am 11. Juni 2009 zum Vorsitzenden dieser Partei gewählt.
Bei den Parlamentswahlen im Mai 2010 wurde er ins Abgeordnetenhaus gewählt – daraufhin gab er seinen Sitz im Senat vorzeitig auf.
Am 13. Juli 2010 zog Schwarzenberg in der Mitte-rechts-Regierung von Premierminister Petr Nečas erneut als Außenminister in das Palais Czernin ein. Nečas trat am 17. Juni 2013 zurück. Im Übergangskabinett von Nečas Nachfolger Jiří Rusnok, das bis zu den vorgezogenen Neuwahlen am 25./26. Oktober 2013 im Amt war, wurde wiederum Jan Kohout Schwarzenbergs Nachfolger als Außenminister. Die TOP 09 erhielt 12,0 Prozent der Stimmen und somit 26 der 200 Sitze. Schwarzenberg wirkte seitdem als Oppositionspolitiker im Abgeordnetenhaus. Im November 2015 übergab er den Parteivorsitz der TOP 09 altersbedingt an Miroslav Kalousek. Am 4. Parteitag von TOP 09 wurde er am 28. November 2015 zum Ehrenvorsitzenden gewählt. Bei der Parlamentswahl 2017 konnte er erneut einen Sitz im Abgeordnetenhaus gewinnen. Zur Wahl 2021 verzichtete er auf eine weitere Kandidatur.
Schwarzenberg trat zur Präsidentschaftswahl in Tschechien 2013 an und erhielt im ersten Wahlgang am 11. und 12. Jänner 2013 mit 23,4 Prozent den zweithöchsten Stimmenanteil. Die Differenz zum Stimmenanteil des Erstplatzierten, des SPOZ-Ehrenvorsitzenden und ehemaligen Ministerpräsidenten Miloš Zeman, betrug weniger als einen Prozentpunkt. Da keiner der Kandidaten die absolute Mehrheit erzielte, fand zwei Wochen später eine Stichwahl zwischen den beiden statt, die Schwarzenberg verlor.
Schwarzenberg gehört zu den 89 Personen aus der Europäischen Union, gegen die Russland im Mai 2015 ein Einreiseverbot verhängt hat.
Am 28. Oktober 2023, dem Jahrestag der Gründung der Tschechoslowakei, verlieh der tschechische Staatspräsident Petr Pavel Schwarzenberg den Orden des Weißen Löwen, den höchsten Orden Tschechiens. Schwarzenberg konnte den Orden aus gesundheitlichen Gründen nicht mehr selbst entgegennehmen und wurde von seinem Sohn vertreten.

### Kritik aus der Politik
Im Zusammenhang mit der Privatisierung des Likörherstellers Becherovka wurden aus den Reihen der politischen Opposition in Tschechien Vorwürfe laut, dass Schwarzenberg sich durch seine Tätigkeit in der tschechischen Politik Vorteile bei der Privatisierung des Werkes verschafft habe. 1997 erwarb das von Pernod Ricard getragene Salb-Konsortium, zu dessen Aktionären Schwarzenberg gehörte, 30 Prozent der Aktien zuzüglich eines Stimmrechts für weitere 21 Prozent vom tschechischen Staat. 59 Prozent der Anteile verblieben zunächst beim Staat. Im Jahre 2001 erfolgte der Verkauf von 89 Prozent der Staatsanteile an die Value Bill GmbH, deren Gesellschafter neben der Bank Patria Finance und Pernod Ricard mit jeweils 40 Prozent auch Schwarzenberg mit 20 Prozent war.

### Privatperson Schwarzenberg

#### Familie
Schwarzenberg war von 1967 bis 1988 und erneut ab 2008 mit der Ärztin Therese, geborene Hardegg (* 1940), verheiratet. In der Ehe wurden drei Kinder geboren:
- Johannes Nepomucenus (tschechisch Jan;[21] * 1967)
- Anna Carolina (tschechisch Anna-Carolina;[21][22] * 1968), genannt Lila, war verheiratet mit Peter Morgan
- Karl Philipp (tschechisch Karel-Filip;[21] * 1979). Er wurde 1987 von seinem leiblichen Vater Thomas Prinzhorn adoptiert und führt nunmehr den Namen Karl Philipp Prinzhorn. Die Ehe mit Therese wurde daraufhin das ersten Mal geschieden.[23]

Die Familie hatte ab der Heirat des Paares für zehn Jahre ihren Hauptwohnsitz im Schloss Murau.
Seine Geschwister waren Marie Eleonore von Bredow (* 1936, verheiratet mit dem deutschen Diplomaten Leopold Bill von Bredow, einem Urenkel Otto von Bismarcks), der Schweizer Bankier Friedrich Schwarzenberg (1940–2014) und Anna Maria Freifrau von Haxthausen (* 1946).

#### Name
Karel Schwarzenbergs
sämtliche Vornamen lauten auf Tschechisch Karel Jan Nepomuk Josef Norbert Bedřich Antonín Vratislav Menas
und auf Deutsch Karl Johannes Nepomuk Josef Norbert Friedrich Antonius Wratislaw Mena.
In Österreich, wo er lange lebte, dessen Staatsangehörigkeit er aber nie besaß, trat er als Karl Schwarzenberg auf.
In der Tschechoslowakei wurde am 10. Dezember 1918 der Adel abgeschafft und das Führen entsprechender Titel untersagt.
Infolgedessen wurde bereits damals Schwarzenberg ohne weitere Zusätze zum amtlichen Familiennamen der Eltern und damit auch schon seit seiner Geburt von Karel Schwarzenberg. In seinem Schweizer Pass stand der deutschsprachige Name Karl von Schwarzenberg.
Dessen ungeachtet wird er in Tschechien und darüber hinaus medial in einer Mischung aus Distanz und Anerkennung oft als kníže ze Schwarzenbergu (beziehungsweise deutsch Fürst zu Schwarzenberg) bezeichnet.
Adelshistorisch lautet Schwarzenbergs vollständiger deutschsprachiger Name Karl Johannes Nepomuk Joseph Norbert Friedrich Antonius Wratislaw Mena, Fürst zu Schwarzenberg, Herzog zu Krumau, Graf zu Sulz, gefürsteter Landgraf im Kleggau (heute Klettgau).

#### Staatsangehörigkeiten
- Karel/Karl Schwarzenberg wurde mit seiner Geburt im Jahr 1937 in Prag tschechoslowakischer (im heutigen Nachfolgestaat tschechischer) Staatsangehöriger.[25]
- Trotz der in seiner Jugend im Jahr 1948 erfolgten Übersiedlung nach Wien und der langen Zeit, die er in Österreich gelebt hatte, wurde Schwarzenberg nie österreichischer Staatsbürger.[Anm. 6]
- Die Mitglieder der Familie Schwarzenberg besitzen seit dem 16. Jahrhundert als seinerzeitige Inhaber der Herrschaft Schwarzenberg im Klettgau das Zürcher Bürgerrecht und seit 1848 gemäß dem Schweizer Bürgerrecht die eidgenössische Staatsangehörigkeit. Das Zürcher Bürgerrecht der Familie besteht seit 1687, als die Schwarzenberger von den Grafen von Sulz die Landgrafschaft Klettgau erbten, über die Zürich die Oberherrschaft beanspruchte; das Bürgerrecht wurde damals durch einen Bündnisvertrag gegen Schaffhausen bestätigt. Karel Schwarzenberg war daher ab seiner Geburt auch Schweizer. Der amtliche Familienname lautet dort Karl von Schwarzenberg.[9]

Ein Teil der Familie übersiedelte nach der Flucht aus der Tschechoslowakei in die Schweiz.

#### Wohnsitze und Vermögen
Schwarzenberg bezeichnete sich als Forstwirt und Hotelier. Er hatte Wohnsitze in Prag sowie auf dem Schloss Dřevíč. Ihm gehörten auch die Burg Orlík an der Moldau, das Stammschloss Schwarzenberg in Scheinfeld in Mittelfranken, das Forstgut Schloss Obermurau in der Steiermark sowie das Palais Schwarzenberg am Schwarzenbergplatz in Wien.
Schloss Obermurau befindet sich im Besitz der Fürstlich Schwarzenberg’schen Familienstiftung mit Sitz in Vaduz und ist über deren 100-Prozent-Tochter Schwarzenberg Holding GmbH der Verwaltungssitz der Schwarzenberg’schen Betriebe in Österreich; es ist überdies Museum und Wohnsitz der Familie Karl Schwarzenbergs.
Im jährlichen Ranking des Jahres 2017 der reichsten Österreicher der Zeitschrift trend lag die Familie Schwarzenberg mit ihrem Vermögen auf dem 87. Platz mit einem ermittelten Vermögen in Höhe von 280 Millionen Euro, darunter Immobilien, Land- und Forstwirtschaft mit 18.961 Hektar Grund in der Steiermark und in Salzburg und mit 10.000 Hektar Grund in Tschechien sowie mit 21 Schlössern. Im Ranking des Jahres 2018 lag die Familie auf Platz 84 und wurde mit einem Vermögen aus Immobilien, Land- und Forstwirtschaft zwischen 400 und 150 Millionen Euro taxiert, das als Erbschaftsvermögen (EV) ausgegeben ist.

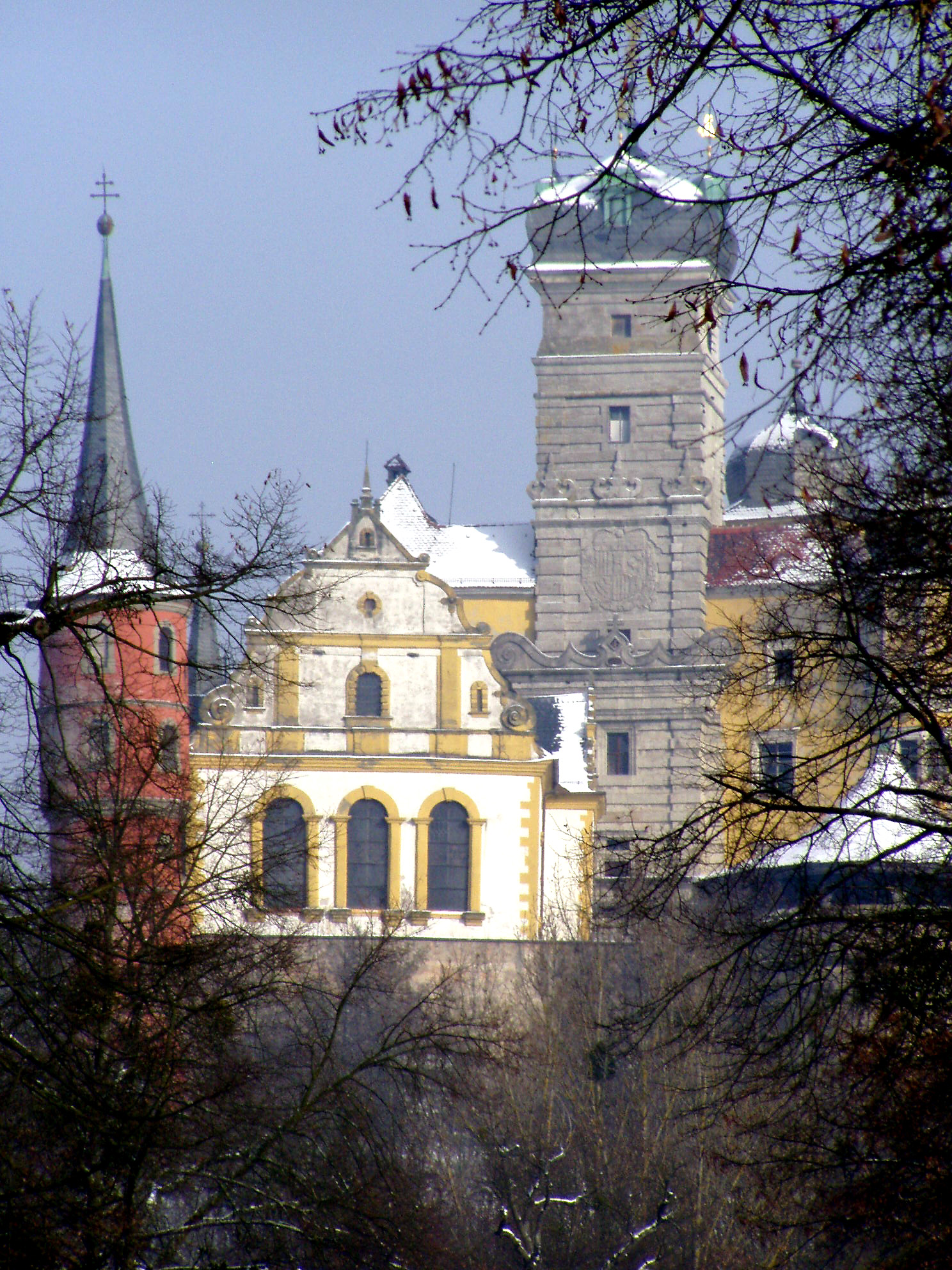
Schloss Schwarzenberg, Mittelfranken
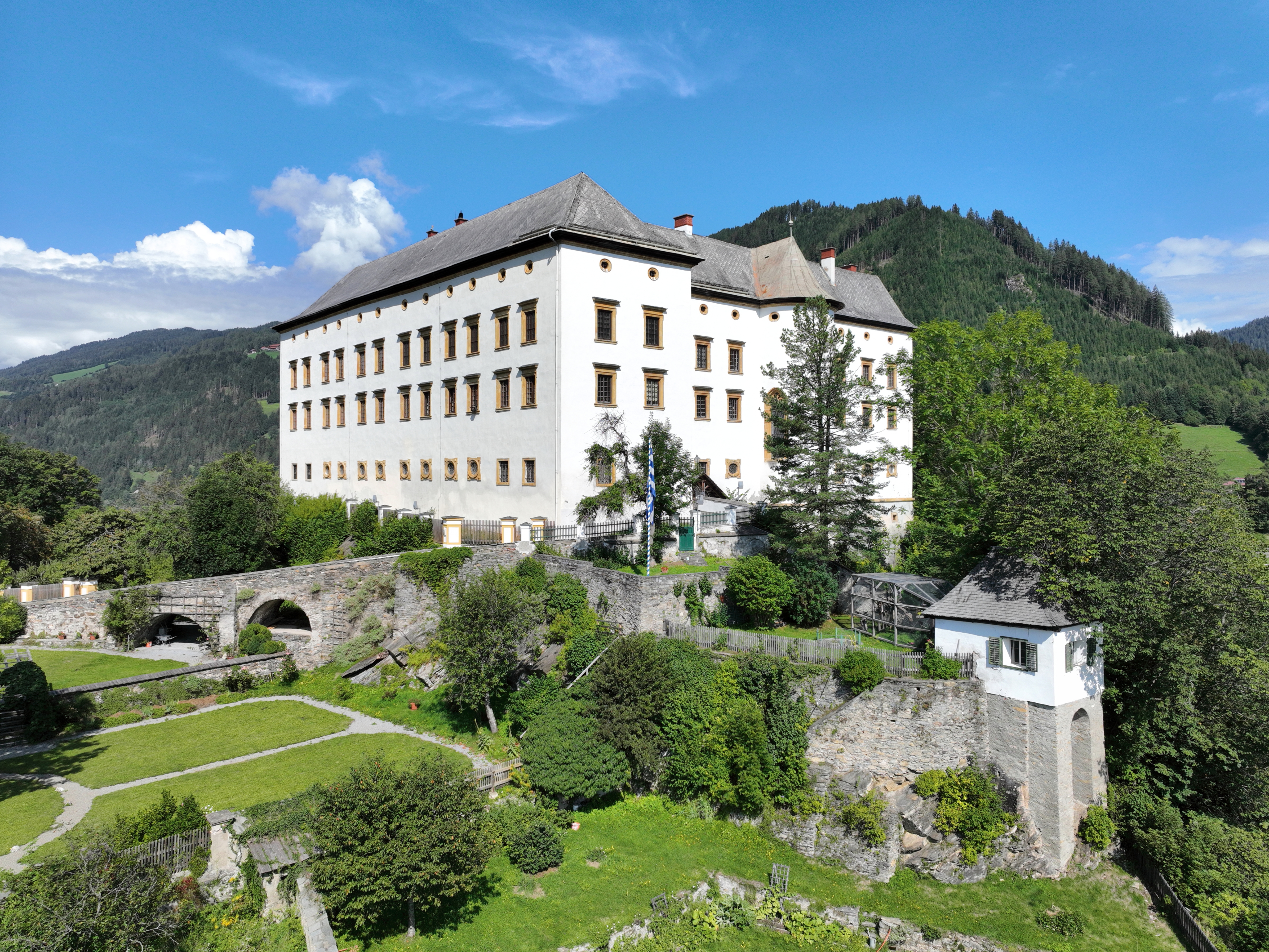
Schloss Murau, Steiermark
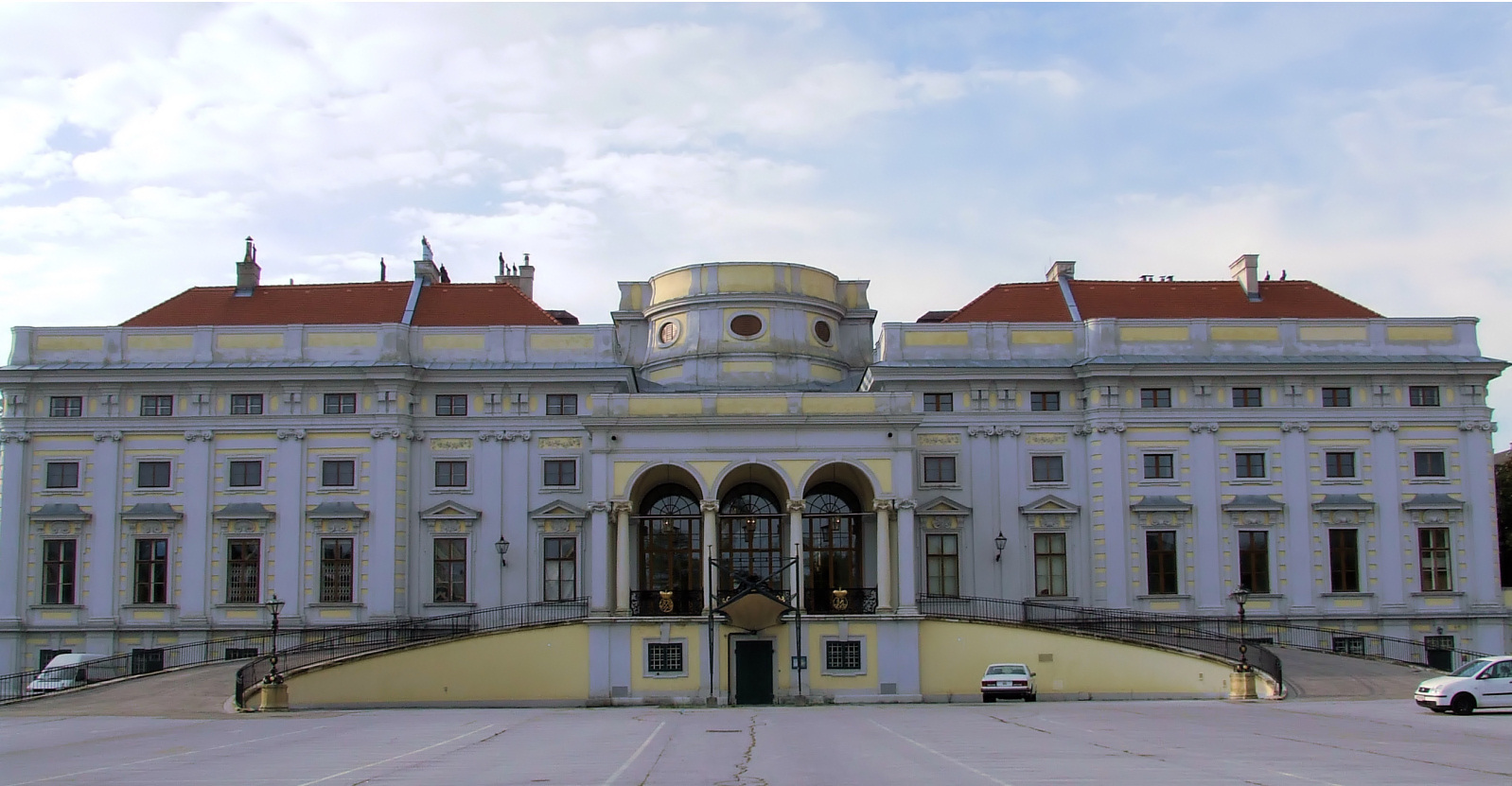
Palais Schwarzenberg in Wien
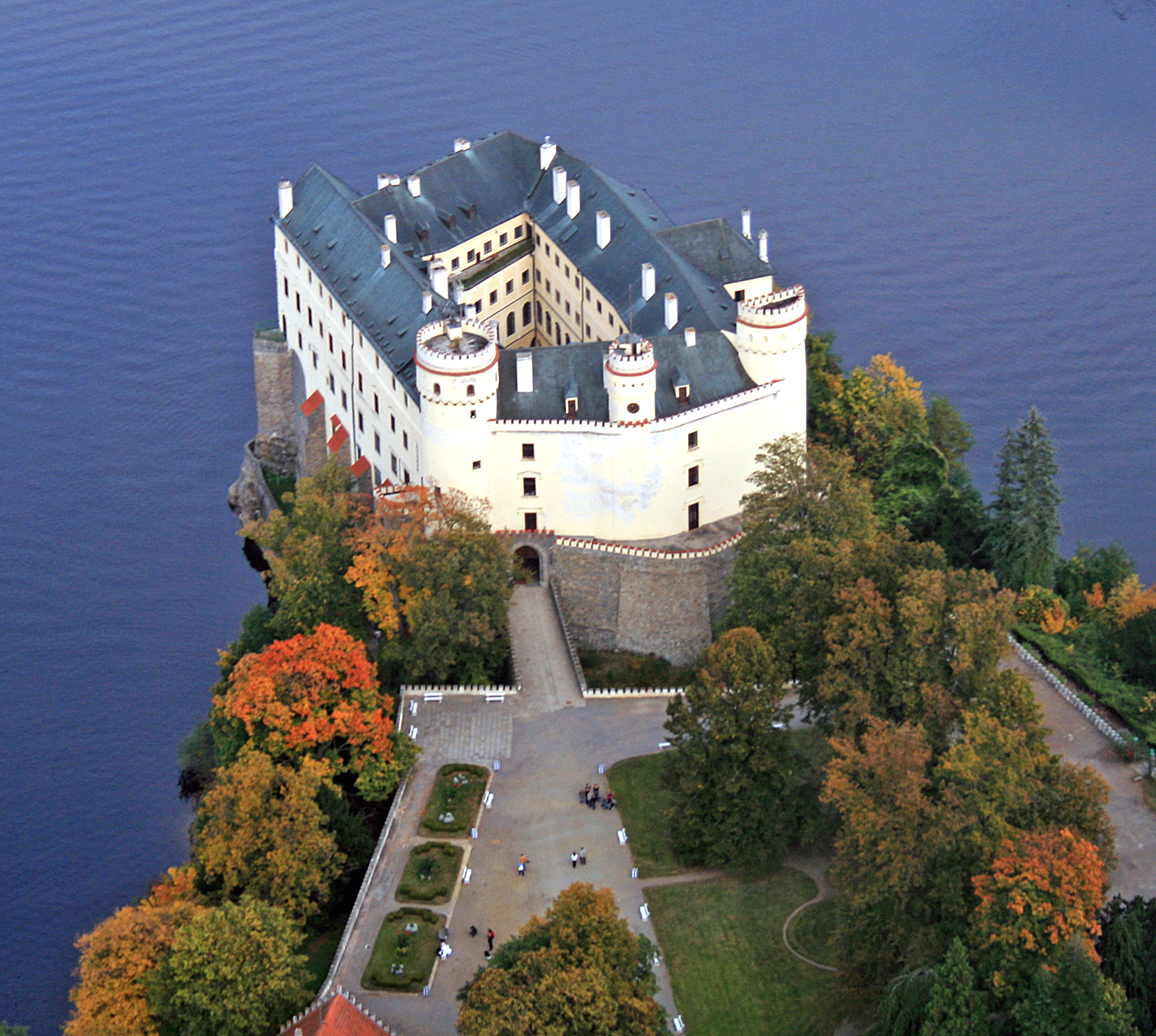
Burg Orlík nad Vltavou, Böhmen
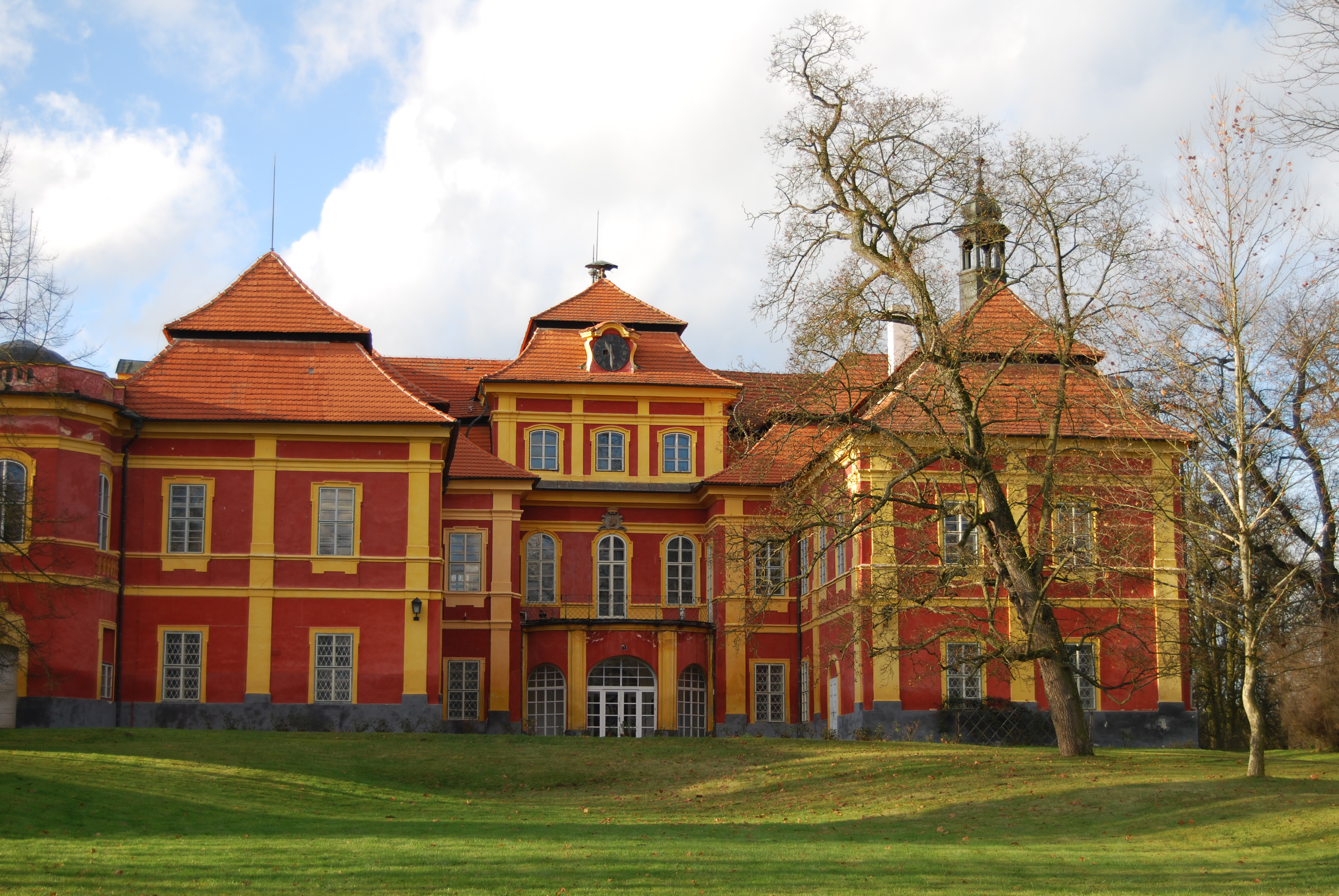
Schloss Čimelice, Böhmen
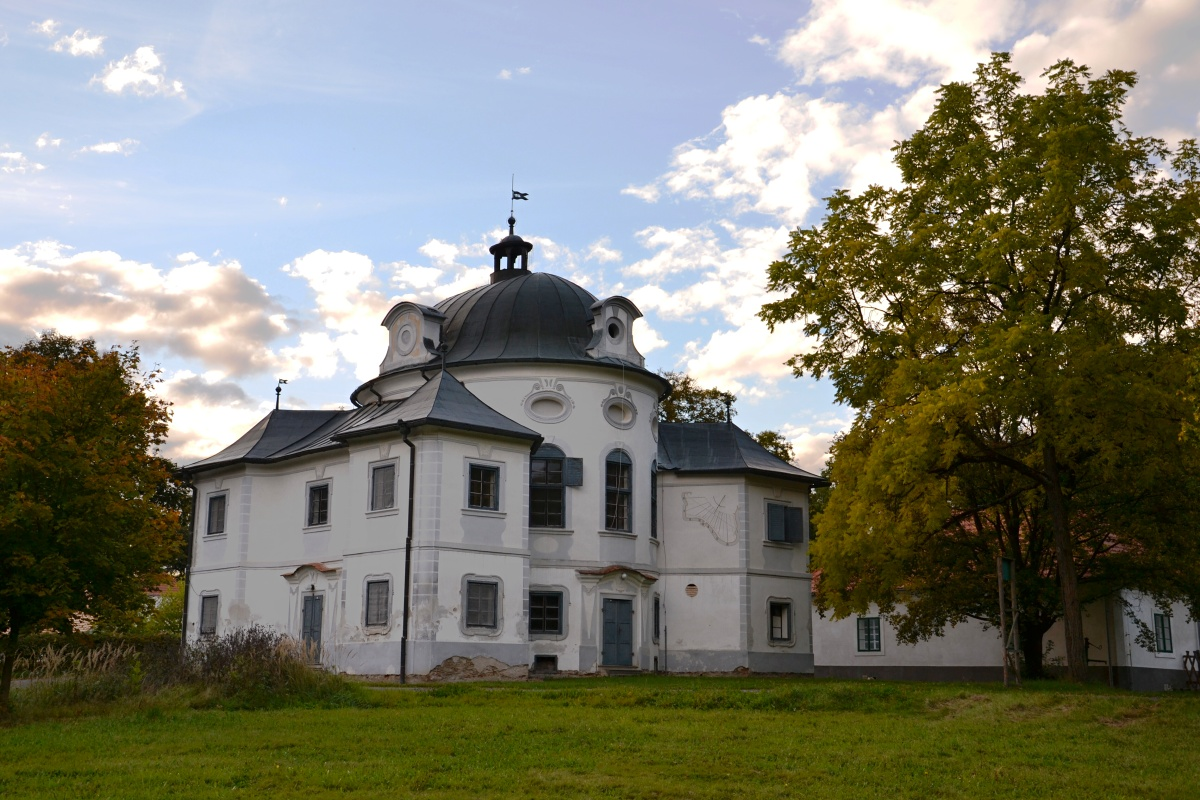
Jagdschloss Karlov, Smetanova Lhota
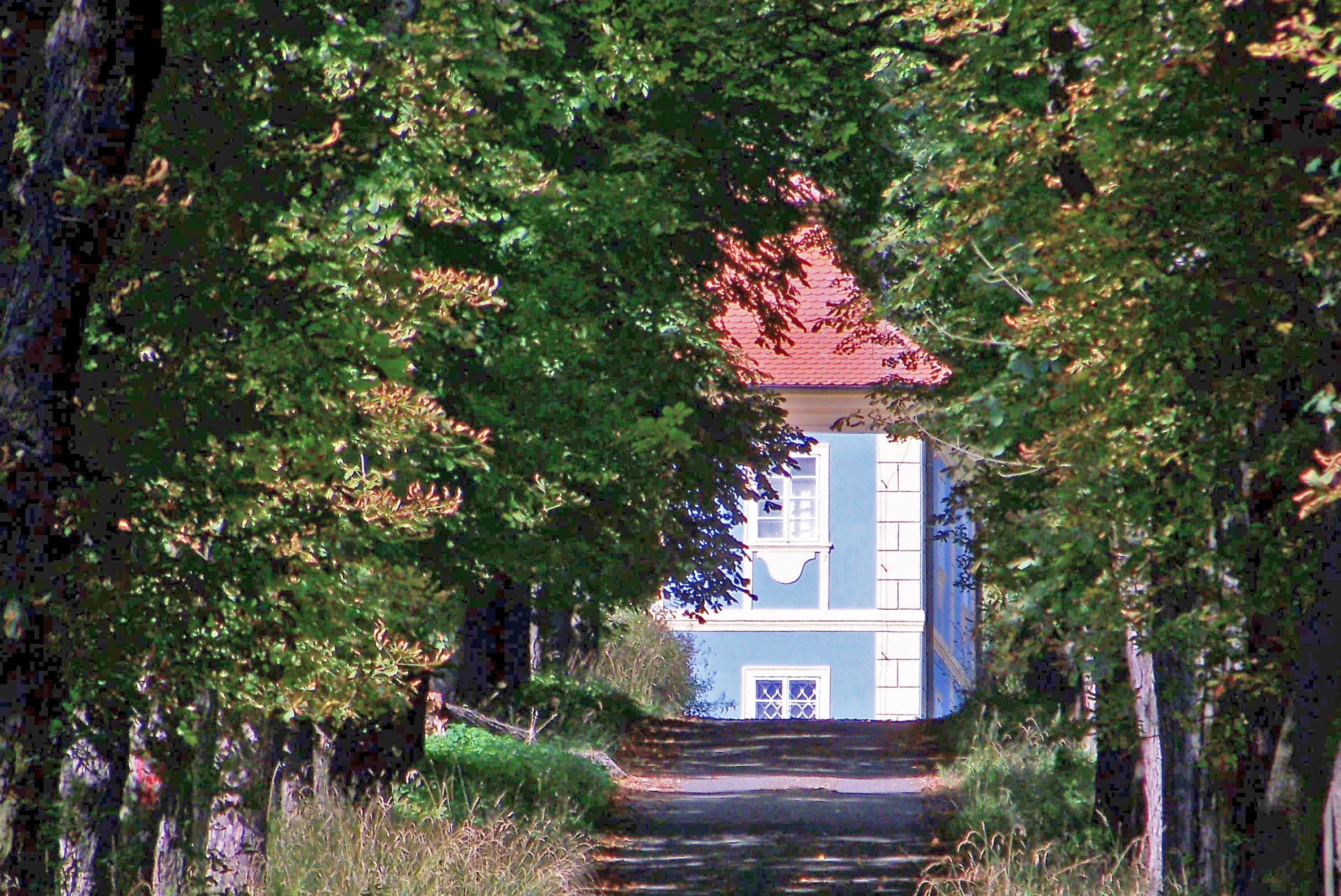
Schloss Dřevíč, Sýkořice

#### Enteignungen 1939 und 1947 sowie Eigentumsrückstellung in Tschechien nach 1989
Ende des 18. Jahrhunderts hatten sich zwei Linien des Hauses Schwarzenberg gebildet, mit dem Reichsfürsten Joseph II. als Herren des Ersten Majorats, auch Schwarzenberg-Krumau-Frauenberg genannt, und seinem jüngeren Bruder Karl I. Philipp als Herren der Sekundogenitur, des Zweiten Majorats, auch Schwarzenberg-Orlík genannt. Karl I. Philipp hatte für die Sekundogenitur 1804 ebenfalls einen erblichen Fürstentitel erhalten, dessen sechster Träger Karels Vater war.
Karel Schwarzenberg stammt aus der Sekundogeniturlinie Orlik und wurde von Heinrich Schwarzenberg, dem letzten Erben der Primogeniturlinie Krumau-Frauenberg adoptiert. Dieser war seinerseits 1940 von seinem älteren Cousin Adolph Schwarzenberg adoptiert worden, dem damaligen Eigentümer der Primogeniturbesitzungen in der Tschechoslowakei, Österreich und Deutschland. Da Fürst Adolph ein kompromissloser Gegner des NS-Staates war, wurde sein gesamter im sogenannten Reichsgebiet (also in Deutschland, Österreich und dem Protektorat Böhmen-Mähren) gelegener Besitz 1940 auf persönlichen Befehl Heinrich Himmlers durch die Gestapo beschlagnahmt. Adolph Schwarzenberg war mit seiner Frau nach Italien und dann in die USA emigriert. Da er die tschechoslowakische Staatsangehörigkeit besaß, waren nach Kriegsende die Bestimmungen der Beneš-Dekrete zur Enteignung deutschen Vermögens auf ihn nicht anwendbar, weshalb das tschechoslowakische Parlament im Sommer 1947 die Lex Schwarzenberg erließ. Dieses Gesetz überführte den Familienbesitz der Primogeniturlinie ohne Entschädigung in Staatseigentum. Die Besitzungen in Wien und der Steiermark wurden erst nach dem Abzug der Sowjets 1955 wieder zugänglich. Nachdem Adolph 1950 in Italien gestorben war, beerbte ihn Heinrich und diesen nach seinem Tod 1965 Karel.

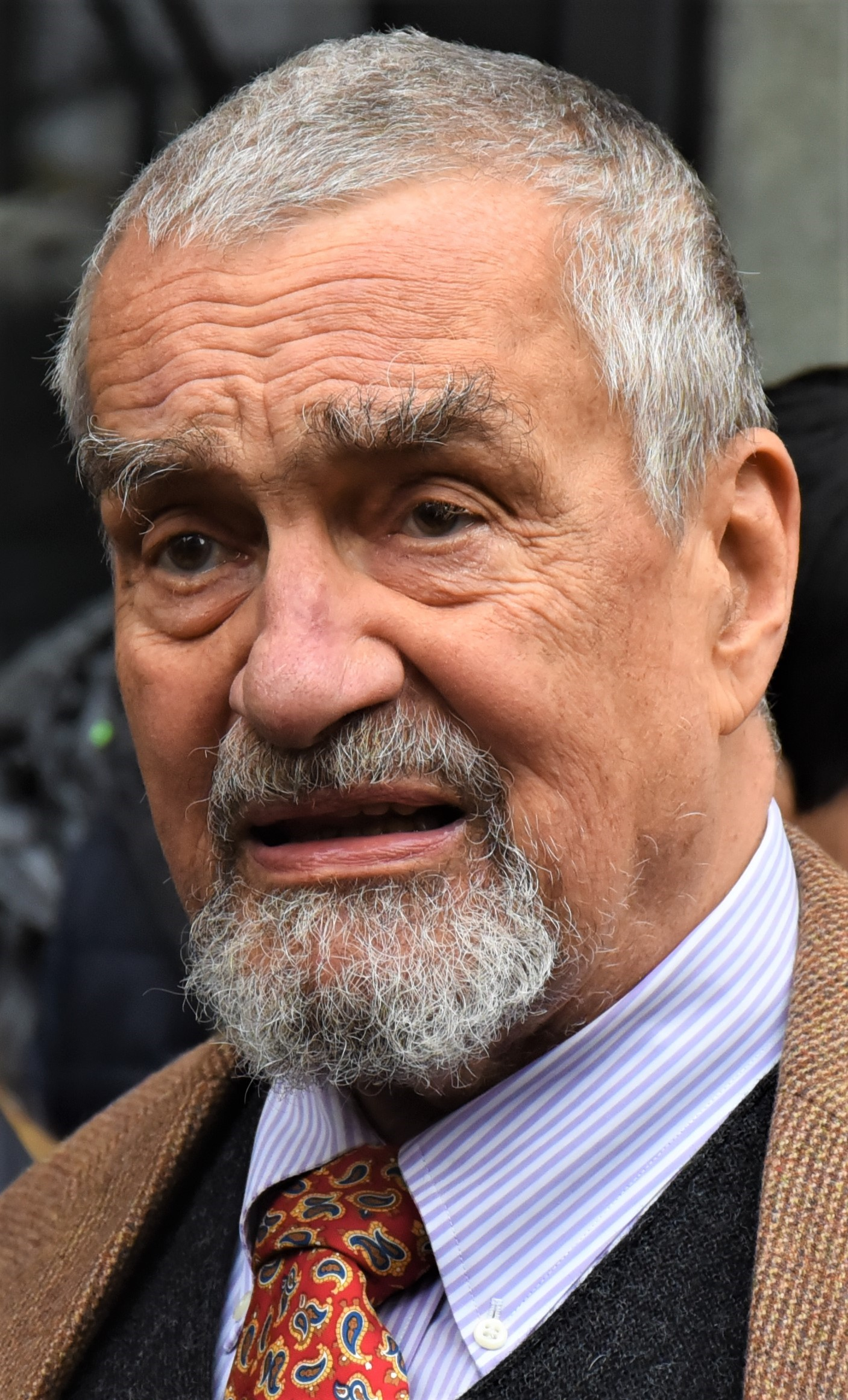
Karel Schwarzenberg (2019 in Prag)

Eine Eigentumsrückstellung nach 1989 war möglich, weil sich Schwarzenbergs Eltern zur Tschechoslowakei bekannt und nicht für die deutsche Staatsangehörigkeit optiert hatten, als das Deutsche Reich 1938 und 1939 den Großteil des Landes (ohne Slowakei und Karpatenukraine) okkupierte und sich das von ihm völkerrechtswidrig errichtete Protektorat Böhmen und Mähren einverleibte. Infolge des Bekenntnisses beider Schwarzenberger Familienzweige (auch der Frauenberger Primogenitur-Linie) zum Tschechentum (die Familienangehörigen waren zweisprachig) wurden ihre Besitztümer während der NS-Herrschaft beschlagnahmt, während die Familienmitglieder aber die tschechoslowakische Staatsbürgerschaft nach 1945 unzweifelhaft behielten. Die meisten deutschsprachigen Bürger hatten 1938/39 für das Deutsche Reich optiert und wurden daher 1945 als Ausländer betrachtet, enteignet und vertrieben (siehe: Vertreibung der Deutschen aus der Tschechoslowakei). In der Tschechoslowakei zwischen 1945 und 1947 erhielten daher die Schwarzenberger ihre Besitzungen zurück. 1947 ordnete die inzwischen kommunistisch dominierte Regierung die Enteignung allen Großgrund- und Industriebesitzes an, wobei auf die Beneš-Dekrete Bezug genommen wurde, die solches aber gar nicht verfügt hatten. Mit dem Februarumsturz 1948 endete die Nachkriegsphase und die Tschechoslowakei wurde, ab dem Jahr 1960 unter der Bezeichnung Tschechoslowakische Sozialistische Republik (ČSSR), endgültig kommunistisch.
Nach der Samtenen Revolution 1989 wurde in der nunmehrigen Tschechischen und Slowakischen Föderativen Republik 1991 ein Restitutionsgesetz verabschiedet. Schwarzenberg bekam daraufhin erhebliche Teile des früheren Waldbesitzes und der landwirtschaftlichen Flächen seines Vaters mit der Burg Orlík an der Moldau, dem Schloss Čimelice und dem Jagdschloss Karlov in Smetanova Lhota zurück. Er verzichtete jedoch darauf, die Rückgabe der sehr umfangreichen Besitzungen der älteren Linie Krumau-Frauenberg zu fordern, auf die er als Adoptiverbe ebenfalls Anspruch gehabt hätte, darunter Schloss Krumau, Schloss Frauenberg und das Prager Palais Schwarzenberg nebst umfangreichem land- und forstwirtschaftlichem sowie industriellem Besitz. Seine Entscheidung, die Lex Schwarzenberg nicht mit allen Rechtsmitteln anzugreifen, stieß laut ihm innerhalb seiner eigenen Familie teilweise auch auf Kritik und setzte ihn sogar einem zwölfjährigen Rechtsstreit aus.

## Tod, Trauerfeierlichkeiten und Beisetzung
Am 12. November 2023 starb Karel Schwarzenberg im Alter von 85 Jahren nach langer Krankheit im Beisein seiner Kinder in einem Wiener Krankenhaus.
Vom 6. bis 8. Dezember 2023 war der Sarg in St. Maria unter der Kette auf der Prager Kleinseite öffentlich aufgebahrt. An der Trauerfeier im Veitsdom am 9. Dezember 2023 nahmen etwa 1500 Trauergäste teil, darunter fünf amtierende Staatsoberhäupter. Der Prager Erzbischof Jan Graubner hielt das Requiem, der tschechische Staatspräsident Petr Pavel eine Gedenkrede.

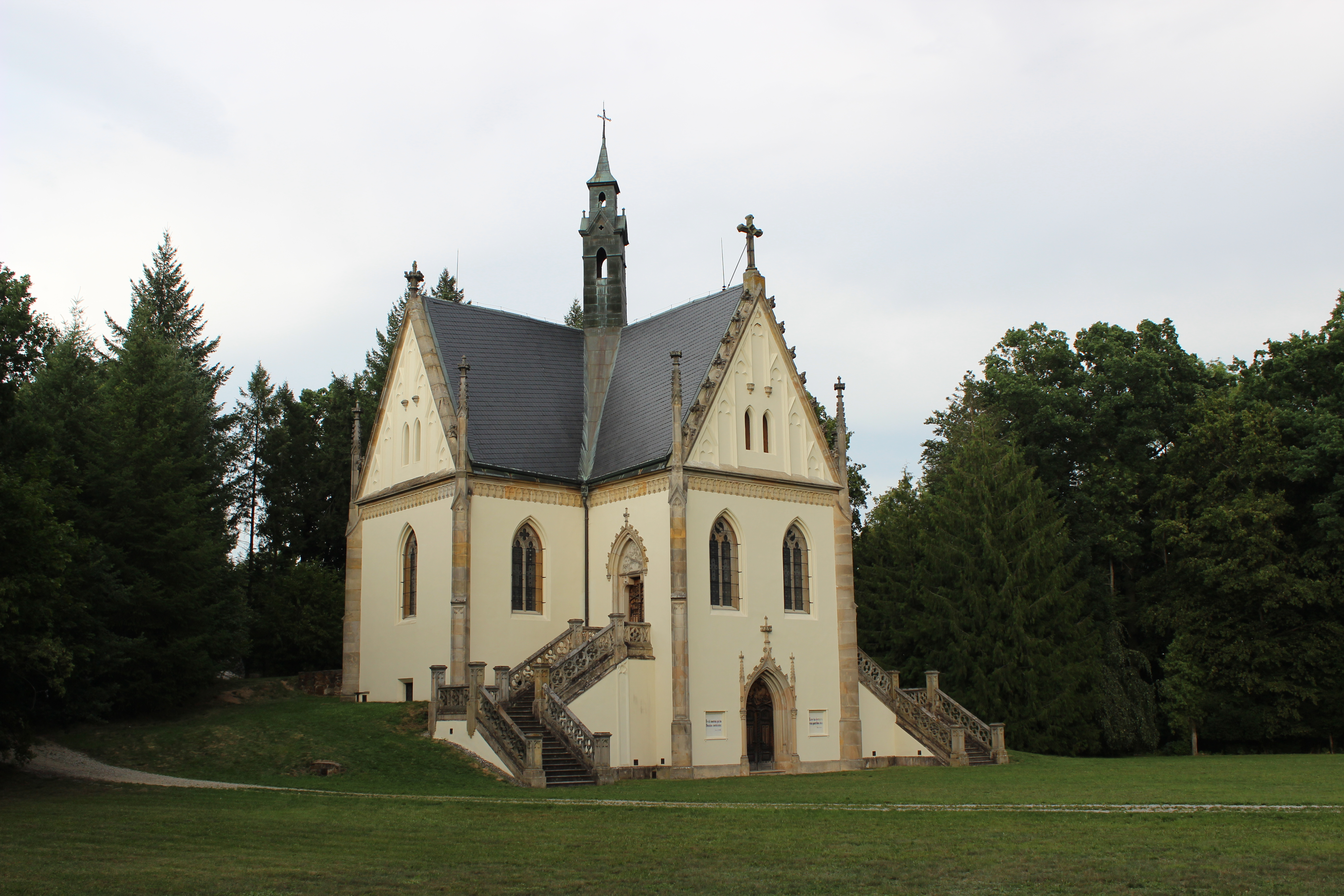
Die Schwarzenberg’sche Gruftkapelle im Park von Schloss Orlik

Schwarzenberg wurde am 10. Dezember 2023 in der Familiengruft des Parks von Schloss Orlik in Südböhmen beigesetzt.
Bei der offiziellen Trauerfeier am 16. Dezember 2023 im Wiener Stephansdom hielt Christoph Kardinal Schönborn das Requiem; der österreichische Bundespräsident Alexander Van der Bellen würdigte Schwarzenberg als „großes Vorbild“, „außergewöhnlichen Politiker“ und Staatsmann.

## Beschreibungen
Schwarzenberg, der immer noch Böhmen sagte, wenn er den Staat Tschechien meinte („Böhmen kann das nicht im Zeitraffer bewältigen“), wurde 2002 in der Tageszeitung Die Welt von Jacques Schuster charakterisiert:

„Der Tscheche und Schweizer mit deutschem, Prager und Wiener Wohnsitz […] war es, der als Chef der Prager Präsidialkanzlei an der Seite von Havel ab 1990 den Anstoß für die deutsch-tschechische Annäherung gab. Bis heute – längst vom Amt befreit – drängt er die böhmischen Freunde zur Wahrhaftigkeit und die Deutschen zur Geduld. Verbliebene wie Vertriebene stehen ihm gleichermaßen nah. ‚Ich habe eben mehrere Patriotismen.‘ Karl Schwarzenberg – der Wanderer zwischen den Welten, einer, der an Joseph von Trotta aus dem ‚Radetzkymarsch‘ erinnert, aber auch an Schwejk und die Figuren aus Nestroys Wiener Wirklichkeit; kurz, ein Mitteleuropäer, der in Regionen, nicht in Staaten denkt, einer, der mit Misstrauen geimpft ist gegen die Infektion patriotischer Begeisterung. Wer, wenn nicht er wäre in der Lage, hinter den Kulissen die Gemüter auf beiden Seiten zu beruhigen? ‚Ein Amt in Böhmen strebe ich nicht mehr an, aber wenn ich gebraucht werden sollte, werde ich helfen, wo ich kann.‘“

Die Nationalitätenfrage, von seinem Gegenkandidaten Miloš Zeman bei der Präsidentschaftswahl in Tschechien 2013 gegen Schwarzenberg instrumentalisiert, kommentierte Alexander von Schönburg in der Neuen Zürcher Zeitung:

„Schwarzenberg war der lebende Beweis dafür, wie abwegig und künstlich konstruiert Nationalismen sind. Er war tschechischer Politiker deutscher Abstammung mit Wiener Wohnsitz, ohne österreichischen, dafür aber mit Schweizer Pass.“

## Veröffentlichungen
- Adler und Drache: Der Weltherrschaftsgedanke Herold Verlag, Wien 1958.
- Die Sankt Wenzels-Krone Herold 1982, ISBN 978-3-7008-0214-3
- Feldmarschall Fürst Schwarzenberg, der Sieger von Leipzig Herold 1964
- zusammen mit Barbara Toth: Unterschätzen Sie nicht meine Boshaftigkeit: Ein Gespräch Residenz Verlag Salzburg Wien 2011

## Ehrungen und Auszeichnungen
- 1978: Ehrenbürger der Stadtgemeinde Murau (nach Gemeinderatsbeschluss vom 19. April 1978)[53][6]
- 1989: Europäischer Menschenrechtspreis des Europarates (gemeinsam mit Lech Wałęsa) in seiner Funktion als Präsident (1984–1992) der Internationalen Helsinki Föderation für Menschenrechte[6]
- 1991: Orden vom Goldenen Vlies (Österreichischer Ordenszweig), verliehen durch den Ritterorden selbst[6]
- 1998: Europäischer Menschenrechtspreis gemeinsam mit Lech Wałęsa und der Internationalen Helsinki-Föderation für Menschenrechte, vergeben vom Ministerkomitee des Europarates
- 2002: Tomáš-Garrigue-Masaryk-Orden 3. Klasse, verliehen von der Tschechischen Republik[21]
- 2005: Großes Silbernes Ehrenzeichen am Bande für Verdienste um die Republik Österreich[27]
- 2008: Großkreuz des Verdienstordens der Bundesrepublik Deutschland (Bundesverdienstkreuz)[54]
- Träger des Großkreuzes sowie Ehren- und Devotionsritter des Souveränen Malteser-Ritterordens
- 2012: Sächsischer Verdienstorden, verliehen vom Freistaat Sachsen[55]
- 2012: Marion Dönhoff Preis, vergeben von der Zeitschrift Die Zeit, der Ebelin und Gerd Bucerius-Stiftung und der Marion-Dönhoff-Stiftung[56]
- 2015: Marietta und Friedrich Torberg-Medaille, verliehen von der Israelitischen Kultusgemeinde Wiens
- 2015: Robert-Schuman-Medaille, verliehen für das Europaengagement
- 2016: Stavitel mostů, verliehen vom Bavaria Bohemia e. V.
- 2023: Orden des Weißen Löwen